# アイドルマスター ミリオンライブ!の登場人物
アイドルマスター ミリオンライブ！の登場人物（アイドルマスター ミリオンライブ！のとうじょうじんぶつ）では、バンダイナムコエンターテインメントが運営・提供、GREEが配信するソーシャルゲーム『アイドルマスター ミリオンライブ!』および『アイドルマスター ミリオンライブ! シアターデイズ』で新たに追加された39人のアイドルとその他の登場人物について解説する。
そのほかのアイドルマスターシリーズに登場するキャラクターについては「THE IDOLM@STERの登場人物」を参照。

## 概要
『アイドルマスター ミリオンライブ!』 シリーズにはTHE IDOLM@STERシリーズに登場する13人のアイドルの他、本作新キャラクター37人と『シアターデイズ』で追加されたキャラクター2人の計52人が登場する。また音無小鳥がプレイヤーのサポート役として登場する他、青羽美咲が『シアターデイズ』の劇場事務員（プレイヤーのサポート役）として登場する。『ミリオンライブ！』公式サイトのアイドル紹介欄では、アイドルの自己紹介ボイスの試聴やサインの閲覧だけでなく、本作で新たに登場したキャラクターの表情ラフを見ることも出来た。
本作に新たに追加された37人のアイドル達はMILLIONSTARS（以下「シアター組」と記載）と呼ばれ、765プロダクションの13人 (765PRO ALLSTARS、以下「AS組」と記載) と合わせた50人は765 MILLIONSTARSと呼ばれる。
登場人物が先輩と後輩を合わせて50人としたことについて、アイドルマスターの総合プロデューサーは次の様に説明している。
また、50人いることで“集団性”が生まれ、文化祭やサッカー、野球などなんでも出来るのではないかとの思惑もあったという。そして実際にゲーム内で文化祭やスポーツ大会、運動会などテーマとしたイベントやガシャが登場した。
キャラクターはセンターの天海春香を中心軸として作られキャラクターの年齢や性格をバランスよく配置させていった、しかし春香を中心に毎回50人のキャラクターを動かすのは難しい、既存キャラクターと新キャラクターを分けないと苦労すると言う事でAS組、シアター組の枠組みが作られた。シアター組にも中心となるキャラクターが必要と言う事で最後の48、49、50キャラクター目として春日未来、最上静香、伊吹翼が作られた。キャラクターの命名のルールは高速道路のジャンクションや駅名などが使われたがパターンが少ないことで後半に作られたキャラクターは当てはまらないのが多い。なお、北上麗花・周防桃子・ジュリアの3名は『アイドルマスター2』の没キャラクターとして内部データ上に存在していた。
『アイドルマスター ミリオンライブ! シアターデイズ』ではGREE版よりも先輩と後輩の関係性が明確にされており、後輩組も2人のアイドルが追加され、13人+39人の52人がアイドルとして登場する。

## MILLIONSTARS

### 一覧
- イメージカラーの欄でソートすると元の順序に戻る。
- アイドル名で各アイドル詳細に転送される。
- 「属性」は『ミリオンライブ！』での区分、「タイプ」は『シアターデイズ』での区分。

| 名前/読み                           | 年齢 | 血液型 | 身長  | 体重   | スリーサイズ | スリーサイズ | スリーサイズ | 誕生日 | 声優         | 属性 | タイプ |
|                                     |      |        |       |        |              |              |              |        | ｲﾒｰｼﾞｶﾗｰ     |      |        |
| ----------------------------------- | ---- | ------ | ----- | ------ | ------------ | ------------ | ------------ | ------ | ------------ | ---- | ------ |
| かすが みらい 春日 未来             | 14   | O型    | 156cm | 42kg   | 78           | -54          | -77          | 6/28   | 山崎はるか   | Vo   | Pr     |
| きのした ひなた 木下 ひなた         | 14   | O型    | 146cm | 41kg   | 74           | -55          | -78          | 7/4    | 田村奈央     | Vo   | An     |
| Julia ジュリア                      | 16   | O型    | 157cm | 43kg   | 79           | -54          | -80          | 9/26   | 愛美         | Vo   | Fa     |
| たかやま さよこ 高山 紗代子         | 17   | A型    | 156cm | 42kg   | 82           | -55          | -80          | 12/29  | 駒形友梨     | Vo   | Pr     |
| たなか ことは 田中 琴葉             | 18   | A型    | 157cm | 44kg   | 79           | -55          | -78          | 10/5   | 種田梨沙     | Vo   | Pr     |
| てんくうばし ともか 天空橋 朋花     | 15   | AB型   | 156cm | 41kg   | 80           | -56          | -79          | 11/11  | 小岩井ことり | Vo   | Fa     |
| はこざき せりか 箱崎 星梨花         | 13   | O型    | 146cm | 37kg   | 74           | -54          | -76          | 2/20   | 麻倉もも     | Vo   | An     |
| まつだ ありさ 松田 亜利沙           | 16   | AB型   | 154cm | 40kg   | 81           | -54          | -80          | 6/7    | 村川梨衣     | Vo   | Pr     |
| もがみ しずか 最上 静香             | 14   | A型    | 162cm | 44kg   | 76           | -53          | -77          | 9/14   | 田所あずさ   | Vo   | Fa     |
| もちづき あんな 望月 杏奈           | 14   | AB型   | 152cm | 41kg   | 78           | -53          | -79          | 5/31   | 夏川椎菜     | Vo   | An     |
| やぶき かな 矢吹 可奈               | 14   | A型    | 155cm | 43kg   | 77           | -54          | -76          | 8/18   | 木戸衣吹     | Vo   | Pr     |
| Emily Stewart エミリー スチュアート | 13   | A型    | 156cm | 41kg   | 74           | -54          | -76          | 1/8    | 郁原ゆう     | Da   | Pr     |
| おおがみ たまき 大神 環             | 12   | B型    | 147cm | 39kg   | 76           | -51          | -77          | 4/29   | 稲川英里     | Da   | An     |
| きたかみ れいか 北上 麗花           | 20   | A型    | 164cm | 47kg   | 84           | -58          | -84          | 5/17   | 平山笑美     | Da   | An     |
| こうさか うみ 高坂 海美             | 16   | O型    | 155cm | 45kg   | 82           | -57          | -84          | 8/10   | 上田麗奈     | Da   | Pr     |
| さたけ みなこ 佐竹 美奈子           | 18   | O型    | 158cm | 45kg   | 86           | -54          | -82          | 3/22   | 大関英里     | Da   | Pr     |
| しまばら えれな 島原 エレナ         | 17   | B型    | 160cm | 47kg   | 85           | -58          | -86          | 10/26  | 角元明日香   | Da   | An     |
| ながよし すばる 永吉 昴             | 15   | B型    | 154cm | 41kg   | 79           | -59          | -78          | 9/20   | 斉藤佑圭     | Da   | Fa     |
| ののはら あかね 野々原 茜           | 16   | AB型   | 150cm | 42kg   | 80           | -58          | -79          | 12/3   | 小笠原早紀   | Da   | An     |
| ばば このみ 馬場 このみ             | 24   | A型    | 143cm | 37kg   | 75           | -55          | -79          | 6/12   | 髙橋ミナミ   | Da   | An     |
| ふくだ のりこ 福田 のり子           | 18   | A型    | 164cm | 48kg   | 87           | -58          | -87          | 3/30   | 浜崎奈々     | Da   | Pr     |
| まいはま あゆむ 舞浜 歩             | 19   | A型    | 158cm | 49.9kg | 86           | -60          | -88          | 7/23   | 戸田めぐみ   | Da   | Fa     |
| まかべ みずき 真壁 瑞希             | 17   | B型    | 160cm | 43kg   | 73           | -54          | -77          | 1/27   | 阿部里果     | Da   | Fa     |
| ももせ りお 百瀬 莉緒               | 23   | A型    | 168cm | 46kg   | 84           | -57          | -84          | 11/21  | 山口立花子   | Da   | Fa     |
| よこやま なお 横山 奈緒             | 17   | O型    | 159cm | 46kg   | 84           | -57          | -83          | 2/12   | 渡部優衣     | Da   | Pr     |
| いぶき つばさ 伊吹 翼               | 14   | B型    | 158cm | 43kg   | 85           | -52          | -82          | 7/30   | Machico      | Vi   | An     |
| きたざわ しほ 北沢 志保             | 14   | A型    | 161cm | 46kg   | 83           | -56          | -84          | 1/18   | 雨宮天       | Vi   | Fa     |
| しのみや かれん 篠宮 可憐           | 16   | AB型   | 159cm | 48kg   | 90           | -59          | -90          | 8/27   | 近藤唯       | Vi   | An     |
| すおう ももこ 周防 桃子             | 11   | B型    | 140cm | 35kg   | 73           | -53          | -74          | 11/6   | 渡部恵子     | Vi   | Fa     |
| とくがわ まつり 徳川 まつり         | 19   | AB型   | 163cm | 44kg   | 85           | -59          | -85          | 2/4    | 諏訪彩花     | Vi   | Pr     |
| ところ めぐみ 所 恵美               | 16   | O型    | 159cm | 47kg   | 88           | -56          | -85          | 4/15   | 藤井ゆきよ   | Vi   | Fa     |
| とよかわ ふうか 豊川 風花           | 22   | O型    | 162cm | 51kg   | 93           | -63          | -91          | 9/2    | 末柄里恵     | Vi   | An     |
| なかたに いく 中谷 育               | 10   | B型    | 142cm | 37kg   | 72           | -52          | -73          | 12/16  | 原嶋あかり   | Vi   | Pr     |
| ななお ゆりこ 七尾 百合子           | 15   | B型    | 154cm | 41kg   | 78           | -56          | -80          | 3/18   | 伊藤美来     | Vi   | Pr     |
| にかいどう ちづる 二階堂 千鶴       | 21   | B型    | 165cm | 50kg   | 85           | -58          | -86          | 10/21  | 野村香菜子   | Vi   | Fa     |
| みやお みや 宮尾 美也               | 17   | O型    | 156cm | 46kg   | 84           | -58          | -83          | 4/24   | 桐谷蝶々     | Vi   | An     |
| ロコ はんだ ろこ （伴田 路子）      | 15   | AB型   | 154cm | 42kg   | 78           | -57          | -77          | 3/1    | 中村温姫     | Vi   | Fa     |
| さくらもり かおり 桜守 歌織         | 23   | O型    | 165cm | 47kg   | 88           | -58          | -85          | 3/27   | 香里有佐     | ん   | An     |
| しらいし つむぎ 白石 紬             | 17   | AB型   | 160cm | 45kg   | 82           | -56          | -83          | 5/29   | 南早紀       | ん   | Fa     |

### Vocal
春日 未来（かすが みらい）
声 - 山崎はるか
出身地：東京都 / タイプ：Princess・GIRLY
趣味は可愛い髪留めを集めること。特技は歌うことで、好きなものはライブ。
アイドルに対する憧れを強く抱いた明るくまっすぐな女の子。友達にアイドルのライブに誘われたことがきっかけでアイドルへの憧れを抱き、部活動を辞めてアイドルの世界へ飛び込んできた。何事にもポジティブで、ドジな上に時々暴走しかけることもあるが、彼女のひたむきに頑張る姿は周囲の人を元気にさせるなど、アイドルに相応しい素質を持っている。「乙女ストーム！」ではリーダーに抜擢され、勢いで引き受けた。

- 名前の春日はアーケード版のキャラクターと同じ戦艦ルールが適応されており原点回帰で作られた、またセンターキャラの天海春香から春の字が、未来はミリオンライブから『ミライ』を取り未来となった。

漫画・アニメ版『ミリオンライブ！』
主人公の1人。テニス・陸上・ソフトボール・生物と4つの部活動を掛け持ちしていた（第1話）が、静香との出会いをきっかけにゲームと同様部活を辞めて765プロ50人目のアイドルとして活動していくことになる。
漫画『Blooming Clover』
最上静香・伊吹翼と共にユニット「シグナル」に所属。
漫画『Brand New Song』
劇場の定期公演で次々にソロ曲を披露する新プロジェクト「Brand New Song」のトップバッターを任される。後に静香、翼、紬、歌織とともにユニット「スター・ドリーマーズ」を結成する。

木下 ひなた（きのした ひなた）
声 - 田村奈央
出身地：北海道 / タイプ：Angel・SWEETIE
趣味はガーデニング。特技は天気を当てることで、好きな人はおばあちゃん。
765プロダクションの社長にスカウトされ田舎から上京してきた女の子。独特な訛のある喋り方をする。彼女の純粋でまっすぐな性格と、そののんびりとした雰囲気に多くの人が癒されている。時より実家から送られてくる新鮮な野菜は事務所のメンバーなどにも大好評。
- 私服の胸のアップリケはひなた自身が取り付けたもの。頭の形がりんごモチーフという事で当初はりんごのアップリケだったが出身地が誤解される恐れがあるとしてネコのアップリケと変更になった。アニメ版ではTeam6thの一員としてデビューする。

漫画『Blooming Clover』
北海道から上京し、東京で一人暮らしをしている。劇場のライブに北海道の家族を招待することになったが、台風が関東地方を襲い開催が危ぶまれる。後にアイドル達とともに一時的に北海道へ帰省する。

ジュリア（Julia）
声 - 愛美
出身地：福岡県 / タイプ：Fairy・MYSTICAL
趣味はない。特技はギターで、好みはパンクロック。
好みであるパンクロッカーを志していたが、手違いでアイドルプロダクションに入所してしまった女の子。ロックに限らず音楽全般に情を注いでおり、慣れないアイドル業に戸惑いながらも、やるからには全力で頑張る真剣さを持っているが、アイドルらしい可愛い衣装などの可愛いものは苦手で、口調もどこかサバサバしている。
プロフィールでは「ジュリア」は本名だとしているが、実際は「ジュリア」は芸名で本名は明かされていない。アニメ版ではTeam7thの一員としてデビューする。
漫画『ミリオンライブ!』
劇場の定期公演に向け、翼、瑞希をコーラスに迎え入れて自身のソロ曲を披露しようとするも、翼と波長が合わずいら立ちを募らせる。瑞希の助言を経てもう一度翼に向き合い、3人でステージに上がることとなる。
漫画『Blooming Clover』
アイドルになる前に組んでいたかつてのバンドメンバーと偶然再会するが、思わず逃げ出してしまう。その後定期公演にバンドメンバーを招待し、アイドルになった自分の姿をかつての仲間へ披露する。

高山 紗代子（たかやま さよこ）
声 - 駒形友梨
出身地：茨城県 / タイプ：Princess・GIRLY
趣味はハリネズミのハリ子の飼育。特技は一晩寝ると元気になることで、好きな人は友達とアイドル仲間。『シアターデイズ』では趣味に日記、好きなものにたい焼きが追加された。
普段はメガネとお下げで落ち着いた雰囲気だが、努力や根性を大切にしている真面目で体育会系の女の子。「自分に向いていない」と言われるとやる気がより湧いてくるようで、努力は報われると信じ、「努力を続ける」という才能を見出したプロデューサーに応えるべく、日々研鑽を積んでいる。ペットのハリ子とたい焼きをとても愛している。ライブではメガネを外しているが、これは付けたままだとかつて一緒に舞台に立とうと約束した幼馴染みに気付いてもらえないかもしれないため。アニメ版ではTeam5thの一員としてデビューする。
- アイドルマスターシリーズのディレクターから正統派アイドルを出せと要望されたため制作された。制作の後半になってから作られたキャラクターであり、みんなが悩んで停滞した場面で一喝し物語を動かすキャラクターが珍しい事からリーダー気質、責任感のある人物から努力家で熱血な松岡修造のようなキャラクターとなった。

漫画『Blooming Clover』
可奈、歌織達と歌の特訓に励み、歌織のデビュー公演では「MUSIC♪」を可奈、歌織と披露。その後も可奈を練習面でサポートする。
漫画『Brand New Song』
「クリスマス特別編」に登場。雪山でのPV撮影を経て千早と親睦を深め、「Miracle Night」を披露する。また千早との交流をきっかけに練習により熱が入り、公演ではソロ曲「Only One Second」を歌い上げる。

田中 琴葉（たなか ことは）
声 - 種田梨沙
出身地：東京都 / タイプ：Princess・PRETTY
趣味はお風呂に入ること。特技はフェンシングで、好きな食べ物はアイス。
どんなことにも真剣に取り組む真面目で礼儀正しい女の子。幼い頃から舞台に興味があり、中学・高校で演劇に励んできたことをきっかけにアイドルを志した。
学校では委員長を任されているなど優等生タイプで、やるからには完璧を目指しているが自分の理想と力量の差に思い悩むことも多い。それでも仲間に助けられながら一生懸命に頑張っている、気丈な女の子である。
プラチナスターズ編では「灼熱少女（バーニングガール）」のリーダーを務める事になった。アニメ版ではTeam3rdの一員としてデビューする。
漫画『Blooming Clover』
第8話にて、エレナ・恵美と共にユニット「トライスタービジョン」を結成し、リーダーを務める。主人公の可奈達「Clover」らとともにデビュー公演に向けて励む。

天空橋 朋花（てんくうばし ともか）
声 - 小岩井ことり
出身地：東京都 / タイプ：Fairy・MYSTICAL
趣味はファンに喜んで貰うこと。特技は口げんかで、好きなものはかわいい扇子。『シアターデイズ』では特技に礼儀作法が追加された。
老若男女誰からも好かれている女の子。ファンを導くためにアイドルを目指している。自らを「聖母」と称しファンのことを親しみを込めて「子豚ちゃん」と呼んだり、高いカリスマ性を垣間見せたりと穏やかな雰囲気や笑顔の裏には女王様の気質がある。「天空騎士団」という親衛隊が存在する。一方でファンを喜ばせるためには苦労を惜しまず、また他のアイドルに対する気遣いを見せるなど、他人を思う優しい一面もある。アニメ版ではTeam1stの一員としてデビューする。
漫画『Blooming Clover』
恵美、千鶴、莉緒とユニット「夜想令嬢」を組み、演劇公演へ挑戦することになる。
漫画『Brand New Song』
まつり、美也と共にユニットデビューする予定だったが、美也がエレナとのデュオユニットを組むことを打診され悩む中、美也とエレナを支える。

箱崎 星梨花（はこざき せりか）
声 - 麻倉もも
出身地：東京都 / タイプ：Angel・SWEETIE
趣味はヴァイオリン。特技はアジリティのハンドラーで、好きな食べ物は紅茶とクッキー。
お嬢様育ちの箱入り娘なので世間知らずで、突拍子もない質問や発言をしてしまうこともあるが、素直でまっすぐで無邪気な女の子。苦手なことや知らないことも自分から積極的に克服し、吸収しようと日々努力しようとし、ダンスや歌も心から楽しんでいる。ジュニオールというボーダーコリーを飼っている。アニメ版ではTeam5thの一員としてデビューする。
- 名前の箱崎は命名ルールで首都高速道路の箱崎ジャンクションから取ろうとした名残である。

THE IDOLM@STER MOVIE 輝きの向こう側へ!
765プロのアイドル候補生の1人。765PRO ALLSTARSのバックダンサーを務める。可奈との接触事故でゴシップ誌に取り上げられ、自分が可奈を傷付けてしまった事に後悔してしまい、やる気をなくしてしまう。
漫画『Blooming Clover』
可奈や志保に次ぐ主要人物の1人。第8話にて、可奈・志保・海美と共にユニット「Clover」を結成。ユニット内での自分の存在意義や、父親からアイドルとしての活動を反対されたことに悩みながらも、成長していく。

松田 亜利沙（まつだ ありさ）
声 - 村川梨衣
出身地：東京都 / タイプ：Princess・GIRLY
趣味はアイドルのデータ集め。特技はアイドルの変装を見破れることで、好きな食べ物はファミレスのデザート。
アイドルが大好きで、「アイドルになればいつでもアイドルに会える！」という理由でアイドルを目指しているマニアックな女の子。独自のアイドルデータベースを作っているほどアイドルが大好きで、そのデータを駆使して自身も理想のアイドルを目指して励む努力家でもある。自分の事より他のアイドルに夢中になってしまうことも多々ある。アニメ版ではTeam4thの一員としてデビューする。
漫画『Blooming Clover』
物語前半ではユニット内での自身の存在意義に悩む星梨花を支える。終盤ではアイドルをプレゼンする動画投稿が話題を呼び、「ミリオンスターズ」の中でもトップクラスの人気アイドルに躍り出る。

最上 静香（もがみ しずか）
声 - 田所あずさ
出身地：埼玉県 / タイプ：Fairy・BREAKER
趣味はテニス。特技はピアノで、好きな食べ物はうどん。
未来と同じく、本作の中心人物。アイドル活動に意欲的でしっかりした女の子。一方で、子供扱いや大人に助けて貰うことを嫌い、プロデューサーにもきつい態度で接するも、何処か思い詰めている様に見える。また、しっかり者が故に未来や翼などの年少組に振り回されることもある。うどんは麺を手打ちするほど大好きで、腕前は一級品。ゲッサン版や『バックステージ』などではうどん好きがしばしばフィーチャーされている。
アイドル活動を父親から反対されていて、「アイドルとしての活動は中学生の間のみ」という条件を設けられており、『シアターデイズ』や漫画版ではしばしばその設定が扱われる。
- 未来と同様に戦艦ルールから最上の名前が取られた。

漫画版『ミリオンライブ！』
未来に並ぶ主要人物の1人。未来と同じ中学校に通っている設定で、未来とは違って制服のブレザーをきちんと着用している。
アニメ版
主人公の1人。漫画版と違って未来と同じ中学校に通っておらず、765プロのライブで偶然隣になった未来と出会い、アイドルとしてデビューしていく。父親から反対を受ける中で悩みながらも、未来達に支えられていく。
漫画『Blooming Clover』
未来・翼と共にユニット「シグナル」に所属。歌番組などで早くから結果を残し、主人公の一人である志保から対抗心を燃やされる。
漫画『Brand New Song』
百合子、昴とともにユニット「ウィルゴ」を結成し、ユニット曲、そして自身のソロ曲披露に向けて奮闘する。後に未来、翼、紬、歌織とともにユニット「スター・ドリーマーズ」を結成する。

望月 杏奈（もちづき あんな）
声 - 夏川椎菜
出身地：神奈川県 / タイプ：Angel・SWEETIE
趣味はオンラインゲーム。特技はタイピングで、好きなものはかわいいもの。
「オンモード」と「オフモード」の2面性を持つ女の子。普段の「オフモード」では内気でおとなしく、自分から話し出すことは滅多にない。話しかけても言葉少なめな返事しか返ってこず、考えながらゆっくり話すため会話の中に「…」（三点リーダー）が多く入る。しかしステージ上に立った時の「オンモード」では一転、明るく元気いっぱいのハイテンション状態になり、理想とするアイドル像を目指し日々努力している。同様にネットのSNSなどでもハイテンションな文面で書き込みをし、オンラインゲームの界隈では主に「vivid rabbit」の名称で有名。アニメ版ではTeam1stの一員としてデビューする。
THE IDOLM@STER MOVIE 輝きの向こう側へ!
765プロのアイドル候補生兼バックダンサーとして登場。レッスンが上手く出来ず、どうして良いか分からずに困惑してしまう。
漫画版『ミリオンライブ!』
未来、静香が通う中学校の文化祭へ潜入し、偶然にもステージに上がることになる。
漫画『Blooming Clover』
のり子、桃子、ロコとともに美術館やプロレス観戦などを行い親睦を深めるも、あるきっかけで桃子を怒らせてしまう。桃子と和解後、温泉施設でのライブステージを経て、新作の「ロコアート」を作ろうとするロコに協力する。
漫画『Brand New Song』
アイドルとして成長していくなかで悩みを抱えていた百合子を支える。劇場で開かれる「アーリークリスマスライブ」では百合子とデュエットを組み「Large Size Party」を披露する。

矢吹 可奈（やぶき かな）
声 - 木戸衣吹
出身地：神奈川県 / タイプ：Princess・PRETTY
趣味はなんでも歌にすること。特技は合唱で、好きなことは屋上で歌うこと。
歌がとにかく大好きな女の子で、即興で今の想いを歌にして歌いだすのが特徴的。歌唱力はまだまだ成長途中だが、明るくまっすぐなポジティブな性格で毎日楽しみながら上達しようと努力している。楽曲の演奏はとても上手で、吹奏楽からスカウトされるほどの腕前。アイドルとしての憧れの対象はゲームでは如月千早だが、劇場版では天海春香に変更されている。それに合わせて『シアターデイズ』では、春香への憧れもより明確に描かれている。アニメ版ではTeam7thの一員としてデビューする。
THE IDOLM@STER MOVIE 輝きの向こう側へ!
765プロのアイドル候補生兼バックダンサーとして登場。本作に登場する候補生7人の中では重要な立ち位置を占める。ミニライブでの失敗以降レッスンにも来なくなり、ついには春香にアイドルをやめるとまで言い出すも、その理由は「失敗続きによるストレスで食べ過ぎて太ってしまったから」であった。
漫画『Blooming Clover』
主人公。第8話にて、志保・星梨花・海美と共にユニット「Clover」を結成し、ストイックな志保との触れ合いや自身の未熟さに悩みつつも、アイドルとして成長していく。

### Dance
エミリー・スチュアート（Emily Stewart）
声 - 郁原ゆう
出身地：イギリス / タイプ：Princess・PRETTY
趣味はかるた遊び。特技は日本舞踊で、好きな飲み物は抹茶。
大和撫子を目指している女の子。イギリス出身だが、日本好きな両親の影響で流暢に日本語を話す。大和撫子としての振る舞いを常に心掛けており、慎ましやかな言動を執るようにしている。また、カタカナを出来る限り日本語で表現しようと言葉遣いにも気を配り、プロデューサーのことを「仕掛け人さま」と呼んでいる。アニメ版ではTeam6thの一員としてデビューする。
- 演じる郁原は英語が苦手だと公言している。

『シアターデイズ』では、父親が外交官であることが明かされた。
漫画『Blooming Clover』
北海道から上京し、東京で一人暮らしをするひなたを友人として傍で支える。
漫画『Brand New Song』
年明け最初の公演でソロ曲を披露する。同じく公演に出演する紬と休日にデートをすることになる。

大神 環（おおがみ たまき）
声 - 稲川英里
出身地：香川県 / タイプ：Angel・CHARMING
趣味は探検。特技は石投げ（『シアターデイズ』では石切りに変更）で、好きなものはアスレチックランド。
純粋でとても無邪気な女の子。765プロのアイドル達を家族同然に慕い、プロデューサーのことを「おやぶん」と呼び慕っている。年頃の小学生らしく外で思いっきり遊ぶことが大好きであったり、戦隊ヒーローのレッドに憧れたりしている。仕事のことはよく理解していないが、楽しくこなしている。アニメ版ではTeam3rdの一員としてデビューする。
「こぶん」という名前の猫を劇場内で飼っている。
漫画『天色のアステリズム』
主要人物の一人。桃子の陰口を言う候補生に腹を立てて突っかかる、仲間想いの面を持つ。

北上 麗花（きたかみ れいか）
声 - 平山笑美
出身地：長野県 / タイプ：Angel・SWEETIE
趣味は登山。特技は肺活量が多いことで、好きなことはドライブ。
天然で独自の感性を持った女性。その独特な感性からか、周囲を驚かせてしまうような大胆な行動や、独創的な自作の歌で「麗花ワールド」を展開しているが、決して常識が無いわけではない。プロデューサーのことを「ザ 普通の人」と呼ぶなど毒舌な発言も多いが、悪気はないらしい。また、緊張や不安とは縁が無いようで大きな舞台でも落ち着いて堂々としている。アニメ版ではTeam7thの一員としてデビューする。
漫画版『ミリオンライブ!』
独特の感性と手足の長さを活かした大きな動きが武器。静香、志保、茜、星梨花とともにユニット「クレシェンドブルー」を組み、野外で行われるアイドルフェスティバルに出演することとなる。
漫画『Blooming Clover』
プロデューサーに「普通ですね」と度々言う一方で、自身については普通のつもりでいてもそう思われないことに悩む一面もある。物語終盤、過労で疲労困憊となるプロデューサーを支える。

高坂 海美（こうさか うみ）
声 - 上田麗奈
出身地：千葉県 / タイプ：Princess・GIRLY
趣味はボルダリング。特技は常人には出来ないポージングが出来ることで、好きなことはダンス。『シアターデイズ』では特技はバレエ、好きなものは「女子力！」に変更。
活き活きとしていてテンションの高い女の子。体を動かすことが何よりも好きで身体能力も高い。体力が有り余っているのか常に元気でハイテンションで少しばかり落ち着きがなく、じっとはしていられない性格。脚線美には自信があるらしい。愛称は「うみみ」で仲間からもよくその愛称で呼ばれている。無邪気で、年少組にも違和感なく溶け込んでしまう。アニメ版ではTeam2ndのセンターとしてデビューする。
漫画『Blooming Clover』
可奈や志保に次ぐ主要人物の1人。バレエダンサーの姉がおり、憧れの的としている。第8話にて、可奈・志保・星梨花と共にユニット「Clover」を結成。ユニットの「お姉さん」としてメンバーを支えようと奮闘する。

佐竹 美奈子（さたけ みなこ）
声 - 大関英里
出身地：東京都 / タイプ：Princess・GIRLY
趣味は格闘ゲーム。特技は料理で、好きなことは友達との長電話。
明るく元気な性格で、他人の世話を焼くことが大好きな女の子。常に仲間やプロデューサーの健康状態をチェックし、骨身を惜しまずお世話してくれる。また、実家が中華料理店でよくお店を手伝っているからか料理が特技となっている。また、プロデューサーにはとにかくたくさん食べてほしいらしく、作ってくれる弁当の量がとにかく多い。アニメ版ではTeam1stのセンターを任される。
THE IDOLM@STER MOVIE 輝きの向こう側へ!
765プロのアイドル候補生として登場。76PRO ALLSTARSのバックダンサーを務める。ダンサーの中では最年長で、奈緒と共にまとめ役を買って出るが、周囲の不穏な空気にどうして良いか分からず戸惑ってしまう。
漫画版『ミリオンライブ!』
奈緒と共に行動することが多い。アイドルとして経験を積み重ねていく未来や静香をサポートする。
漫画『Blooming Clover』
第8話にて、奈緒と共にユニット「ダブルエース」を結成し、可奈達のユニット「Clover」らとともにデビューに向けて励む。その後も奈緒と共に可奈達をサポートする。
漫画『Brand New Song』
通話アプリのPV出演に向けて、瑞希と「擬似恋人体験」をすることになる。公演では瑞希と「Little Match Girl」を披露。

島原 エレナ（しまばら えれな / Elena Shimabara）
声 - 角元明日香
出身地：ブラジル / タイプ：Angel・CHARMING
趣味はパーティー。特技はサンバを踊ることで、好きなことはみんなで騒ぐこと。
常に笑顔で明るく元気な女の子。ブラジル生まれのハーフで、6歳までブラジルで育ったが、ポルトガル語はあまり話せない。自然と周囲を盛り上げることが出来るムードメーカー的存在。隠し事が出来ない性格で、プロデューサーとのスキンシップも多い。アニメ版ではTeam6thの一員としてデビューする。
漫画『Blooming Clover』
第8話にて、琴葉・恵美と共にユニット「トライスタービジョン」を結成し、可奈達のユニット「Clover」とともにデビュー公演に向けて励む。
漫画『Brand New Song』
美也と出演したCMが話題を呼び、ユニットを組むことを打診されるも、美也、朋花、まつりのトリオユニット結成が遅れることを気に留め苦悩する。

永吉 昴（ながよし すばる）
声 - 斉藤佑圭
出身地：東京都 / タイプ：Fairy・BREAKER
趣味は野球。特技は変化球を投げることで、『シアターデイズ』では「家事全般」が追加された。好きなものはアイドル。
野球が大好きで、一人称も「オレ」というボーイッシュな女の子。親から「女の子らしくなれ」とアイドルを勧められアイドルになった。アイドルの仕事にはノリノリだが、かわいいスカートのアイドル衣装には恥ずかしがってしまうことも。実家は鉄工所で兄が4人いる。アニメ版ではTeam6thの一員としてデビューする。
漫画版『ミリオンライブ!』
未来、美也、エミリーと共にCDの手渡しイベントや遊園地でのライブに取り組む。
漫画『Blooming Clover』
番外編に登場。夜想令嬢の演劇公演に、脇役としてサポート。先輩アイドルの伊織と行動を共にする。
漫画『Brand New Song』
百合子、静香とユニット「ウィルゴ」を結成し、公演に向けて励む。

野々原 茜（ののはら あかね）
声 - 小笠原早紀
出身地：埼玉県 / タイプ：Angel・CHARMING
趣味はスキップ。特技はインラインスケートでその他にもスノーボードを難なくこなす。好きな食べ物はプリン。
「茜ちゃんかわいい！」と自信に満ち溢れたお調子者の女の子。鬱陶しいぐらいに自己アピールをしてくるが、持前の明るさと愛嬌で周囲を許させてしまう。マイペースに見えるが、逆に麗花の突飛な言動に振り回されストッパー役に回ったり、怒られると本気で落ち込んでしまうなど、実は真面目でデリケートな性格。本人発案・製造の「茜ちゃん人形」はゲーム内イベントなどでよく取り上げられている。商魂がたくましく、自分で勝手にグッズを製作して販売していることもしばしば。アニメ版ではTeam5thの一員としてデビューする。
漫画版『ミリオンライブ!』
静香、志保、麗花、星梨花とともにユニット「クレシェンドブルー」を組み、野外で行われるアイドルフェスティバルに出演することとなる。
漫画『Blooming Clover』
ミリオンスターズでは最後に加入した紬の指導係を任され、紬を終始サポートしていく。

馬場 このみ（ばば このみ）
声 - 髙橋ミナミ
出身地：山口県 / タイプ：Angel・CHARMING
趣味は北米ドラマ鑑賞。特技は麻雀で、好きな飲み物は日本酒。
本作登場人物では最年長だがとても小柄な女性で実年齢より幼く見られてしまっている。本人としては大人らしくセクシーさをアピールしているのだが、それが余計に彼女の愛らしさを増させることになっている。シアターメンバーからよく慕われ、面倒見がとても良い。元々は事務員として面接を受けに来ていたが、プロデューサーの勘違いによってアイドルとして採用された。アニメ版ではTeam4thのセンターとしてデビューする。
漫画『Brand New Song』
主要人物の1人。百合子・桃子と共にユニット「FleurS（フルール）」を結成、リーダーを務める。

福田 のり子（ふくだ のりこ）
声 - 浜崎奈々
出身地：東京都 / タイプ：Princess・GIRLY
趣味は格闘技観戦。特技はバイクの運転で、好きな食べ物は焼肉。
バイクやプロレス観戦が大好きなアクティブで明るい女の子。持前の明るく細かいことはあまり気にしない性格だが、曲がったことが嫌いでまっすぐで情熱的な一面も兼ね備えている。男友達の様に付き合える性格ではあるが、実はかわいいものにあこがれている。スタイルの良さはメンバーの中でも指折り。愛車のスクーター（『シアターデイズ』ではバイク）に「クラウザー号」と名前を付けている。アニメ版ではTeam2ndの一員としてデビューする。
漫画『Blooming Clover』
秋のライブに桃子と出演することになり、ロコや杏奈、可奈も交えて親睦を深めようとするも、桃子のとある過去に踏み込みすぎてしまい怒りを買ってしまう。その後お互い謝って和解するが、アイドルとしての自分自身に悩み、向き合っていくことになる。

舞浜 歩（まいはま あゆむ）
声 - 戸田めぐみ
出身地：愛媛県 / タイプ：Fairy・BREAKER
趣味はショッピング。特技はダンスで、好きなものはわさび。
向上心が高くとても活動的な女の子。ナンバーワンへの意識が高く、一足飛びに頂を目指そうとしてしまう少しお調子者の性格。アメリカにダンス留学していた。普段の頼れる言動と、高所恐怖症だったり、プールでスイムボードが必須であったりと意外と弱点があることが魅力の一つである。
GREE版では高校卒業後にフリーター生活を送っていたことからアイドルになったという設定だったが、『シアターデイズ』では大学生である。アニメ版ではTeam7thの一員としてデビューする。
漫画『Blooming Clover』
兄がダンスする姿に憧れてダンスを始めた。可奈達のライブを観て、その思いを新たにする。その後まつり、のり子ととあるバラエティ番組で共演しダンスでアピールするが、楽屋でのり子から相談をまつりと共に受けることになる。

真壁 瑞希（まかべ みずき）
声 - 阿部里果
出身地：神奈川県 / タイプ：Fairy・MYSTICAL
趣味は手品。特技はバトントワリングで、好きなものはクロスワードパズル。
とてもマイペースな女の子。基本的に無表情であったり、会話途中に噛んでしまうなど他人に自分の感情を伝えるのが少々苦手だったりするが、本当は感情豊かで、心の中で言葉を丁寧に選んでおり、そんな不器用な自分を変えようと日々努力している。人一倍優しく、それでいながら真面目な性格で、独特な感性とマイペースなリズムで不思議な空気を生んでいる。胸が小さいことを気にしている節がある。
自身を模した小型の人形「リトルミズキ」を連れていることもある。本物の瑞希と違って、常に強気な表情と喋り方をしている。アニメ版ではTeam2ndの一員としてデビューする。
漫画版『ミリオンライブ!』
ジュリアのソロ曲に翼とともにコーラスとして参加。衝突するジュリアと翼の間を取り持ち、サポートする。
漫画『Blooming Clover』
ある温泉施設のライブに杏奈、ロコ、海美とともに参加。ライブ前にスタッフから心無い言葉をかけられるが、顔色を変えず誠実に取り組んでいく。
漫画『Brand New Song』
通話アプリのPV出演に向けて、美奈子と「擬似恋人体験」をすることになる。公演では美奈子と「Little Match Girl」を披露。

百瀬 莉緒（ももせ りお）
声 - 山口立花子
出身地：広島県 / タイプ：Fairy・BREAKER
趣味はヨガエクササイズ。特技はメイクで、好きな服は可愛くてセクシーな服。
抜群のプロポーションを持つ女性。気さくでサービス精神旺盛なので、きわどいセクシーな衣装を着たり、アピールしたりと張り切っている。美女であり、周囲を引っ張て行く積極性を持ち合わせているにも関わらず私生活や合コンでは全くと言っていいほどモテないのが悩み。馬場このみとは仲が良く、飲み仲間でもある。シアター組の中では最も身長が高い（AS組も含めると四条貴音に次ぎ、三浦あずさと並び2位タイ）。アニメ版ではTeam2ndの一員としてデビューする。
漫画『Blooming Clover』
恵美、朋花、千鶴と共にユニット「夜想令嬢」を組み、演劇公演に挑戦する。演技に向き合う過程でセクシーを封印することを決め、自身の在り方を模索する。物語終盤には疲労困憊のなか劇場から帰ることになったプロデューサーの前に現れる。
漫画『Brand New Song』
ユニットのリーダーを務めることになるも、成長できていない自分自身に焦るこのみをサポートする。

横山 奈緒（よこやま なお）
声 - 渡部優衣
出身地：大阪府 / タイプ：Princess・GIRLY
趣味は銭湯･温泉巡り。特技はスタミナがあることで、好きなことは友達とおしゃべりすること。
大阪出身の元気でおしゃべりが大好きな女の子。しっかりとした性格で標準語で話すのは苦手。考えるよりやってみる性格で勢いがあるが、遅刻の常習犯であったりと少々お茶目でドジではある。そんなお茶目な一面を補い余るほどの度胸と行動力、人懐っこさが彼女の魅力の一つである。また、ボケるつもりが周りのボケの強さに巻き込まれ突っ込みに回る事も多い。サッカー選手の兄がいる。アニメ版ではTeam4thの一員としてデビューする。
THE IDOLM@STER MOVIE 輝きの向こう側へ!
765プロのアイドル候補生として登場。765PRO ALLSTARSのバックダンサーを務める。バックダンサーの中では年長者の為にリーダー的存在となるが、先輩アイドル達との差を見せつけられて、レッスンが上手く行けず、不安に押し潰されてしまう。
漫画版『ミリオンライブ!』
美奈子と共に行動することが多い。アイドルとして経験を積み重ねていく未来や静香をサポートする。
漫画『Blooming Clover』
第8話にて、美奈子と共にユニット「ダブルエース」を結成し、可奈達のユニット「Clover」らとともにデビューに向けて励む。その後も美奈子と共に可奈達をサポートする。

### Visual
伊吹 翼（いぶき つばさ）
声 - Machico
出身地：東京都 / タイプ：Angel・CHARMING
趣味は遊びの計画をたてること。特技はじゃんけんで、好きな食べ物はビーフステーキ。
未来、静香と同じく、本作の中心人物で。プロポーション・才能共に恵まれた天才気質な女の子。おしゃれな服を着たり、大人なメイクをして貰ったり、テレビに出たり...と楽しい生活を送るためにアイドルを目指した。男の人からモテたがったり、少し背伸びをしようとしてみたり、楽をしたがるなど少々気分屋ではあるが、集中力を発揮した時には劇場の中でずば抜けた実力を発揮する。自分の理想とするアイドル像に近い星井美希に憧れている。
- 名前の伊吹は未来、静香と同じく戦艦ルールで付けられた。

漫画版『ミリオンライブ！』
未来や静香に次ぐ主要人物の1人。憧れの存在である美希達のバックダンサーを決めるオーディションに名乗りを上げるが、美希に直接落とされてしまう。その後ジュリアのソロ曲披露にコーラスとして参加も、お気楽な態度がジュリアの怒りを買ってしまうが、瑞希のとりなしもあって和解し、3人でステージに上がることとなる。
アニメ版『ミリオンライブ！』
未来、静香とともに主人公を務め、デビューしていく過程で随所で2人をアシストする。オーディションから高い能力を見せていたが、765プロのライブにバックダンサーとして出演することになった際、憧れの存在である美希から思わぬ言葉をかけられる。
漫画『Blooming Clover』
未来・静香と共にユニット「シグナル」に所属。思い通りにいかず苦しむ志保に対し、アイドルを続ける目的を問う。瑞希、ロコ、杏奈、海美が出演した温泉施設でのライブでは途中から合流し4人をサポート。その後瑞希の回想内でも登場し、瑞希の言葉に影響を受ける。
漫画『Brand New Song』
未来、静香達とともに劇場に合流しデビュー。あるきっかけから「FluelS」を温かく見守っていくこととなる。後に未来、静香、紬、歌織とともにユニット「スター・ドリーマーズ」を結成する。

北沢 志保（きたざわ しほ）
声 - 雨宮天
出身地：東京都 / タイプ：Fairy・MYSTICAL
趣味はお気に入りの絵本を探すこと。特技は記憶力と集中力が高いことで、好きなものはぬいぐるみ。
同年代の子達と比べて大人びていてしっかりとしている女の子。「自分の力でトップアイドルになる」と自分に対しストイックで周囲の人間からは一定の距離を置いているところもある。静香とは反りの合わないことが多く、何かとよく衝突している。演技に対して強い意欲を見せるが、ダンスは苦手。しかし、絵本やかわいいぬいぐるみが好きなどかわいい一面もある。母子家庭で保育園に通っている弟がおり、幼い弟が母と過ごす時間を増やすことが出来るように、中学生でも家計を支えられる収入を得られるアイドルの世界へと飛び込んだ。アイドルへの向き合い方のスタンスの違いから、他のアイドルと時折衝突することも。アニメ版ではTeam1stの一員としてデビューする。
THE IDOLM@STER MOVIE 輝きの向こう側へ!
765プロのアイドル候補生として登場。765PRO ALLSTARSのバックダンサーを務めるが、レッスンが思うようにいかないことに焦りを募らせ、その怒りをミニライブで失態を起こしてしまった可奈にぶつけてしまう。
漫画版『ミリオンライブ!』
静香、茜、麗花、星梨花とともにユニット「クレシェンドブルー」を組み、野外で行われるアイドルフェスティバルに出演することとなる。特に静香とライバルのような関係になり切磋琢磨していくことになる。
漫画『Blooming Clover』
可奈に並ぶ主要人物の1人。よく言えば前向き、悪く言えばどこかお気楽な可奈の態度に呆れつつ、トップアイドルを目指す。いつも持っているネコのぬいぐるみは幼い頃に父親から貰ったものだが、その父親は志保が幼い頃に家を出て行った。第8話にて、可奈・海美・星梨花と共にユニット「Clover」を結成。紆余曲折を経てCloverとしてデビューして以降は、演技の仕事に興味を持ち始める。

篠宮 可憐（しのみや かれん）
声 - 近藤唯
出身地：東京都 / タイプ：Angel・SWEETIE
趣味はアロマテラピー。特技はポーカーフェイスで、好きなことはお風呂に入ること。
その抜群の容姿からは想像できないほど大人しく、控えめな性格で、自身を「地味で目立たない」と評する女の子。その上、極度の人見知りでもある。そんな自分を変えようとアイドルになり、日々努力をしている。しかし、まだ自分に自信がなく、びくびくした話し方になってしまっている。犬に匹敵するとまで評される優れた嗅覚を持ち、匂いで人を判別できる。アニメ版ではTeam2ndの一員としてデビューする。
漫画『Blooming Clover』
海美と共に演劇のオーディションを受けることになる。海美から一緒にレッスンすることを提案されるが、これを断り、ライバルとして勝負することを伝え、オーディションに臨むことになる。

周防 桃子（すおう ももこ）
声 - 渡部恵子
出身地：東京都 / タイプ：Fairy・MYSTICAL
趣味はかわいいシール集め。特技は演技や台詞の暗記で、好きな食べ物はホットケーキ。
アイドルになる前に子役として多くのキャリアを積んできた女の子。それ故にそれ相応の高い暗記力・演技力を持っている。その反面、プライドが非常に高く高飛車で、上から目線で他人を見下したりわがままであったり、少々マセていて物事に対して冷めているところもある。プロデューサーなどに対して高圧的な態度で接してしまう反面、踏み台を愛用していたり、かわいいものが大好き。本人は普段は隠しているが、家庭環境に問題を抱えており、辛い思いを抱えている。本作登場人物では最も身長が低く、かつ最軽量。アニメ版ではTeam4thの一員としてデビューする。
漫画『Blooming Clover』
秋のライブにのり子と共に出演することなる。のり子の誘いで親睦を深めようとするも、触れられたくない過去を触れられ目の前で激怒する。その後も千早、志保と演技の仕事に臨むが、共演者の子役に苛立ちを募らせ、トラブルが起きてしまう。
漫画『Brand New Song』
主要人物の1人。百合子・このみと共にユニット「FleurS（フルール）」を結成。
漫画『天色のアステリズム』
主人公。育・環たちと接することによる心身の成長を中心に物語が展開される。

徳川 まつり（とくがわ まつり）
声 - 諏訪彩花
出身地：愛知県 / タイプ：Princess・PRETTY
趣味は漫画集め。特技は演技で、好きな食べ物は焼きマシュマロ、好きな動物はウミウシ。
独特のテンポを放つ天然マイペースな女の子。自分のことを「姫」と呼び、劇場のことを「城」と呼んでいる。「ほ？」や「びゅりほー」「はいほー！」といった口癖があり、ユニークな言語センスを持っている。ふわふわした性格をしているが、影で周囲に気を配れる意外としっかりとしている面もある。本人は隠しているが、様々な場面で途轍もなくフィジカルが強いことが窺える。妹がいるが、「まつり姫」という形でのアイドル活動に反発されており、あまり姉妹関係は上手く行っていない。現在の関係はあまりアニメ版ではTeam6thのセンターとしてデビューする。
漫画『Blooming Clover』
志保、星梨花の公演デビューで15分間のステージをもらっていたが、可奈の様子を見てプロデューサーにある提案をする。49話ではのり子、歩とバラエティ番組に出演し、楽屋でのり子から相談を歩と受ける。
漫画『Brand New Song』
朋花、美也と共にユニットデビューする予定だったが、美也がエレナとのデュオユニットを組むことを打診され悩む中、美也とエレナを支える。

所 恵美（ところ めぐみ）
声 - 藤井ゆきよ
出身地：埼玉県  / タイプ：Fairy・BREAKER
趣味はカラオケ。特技は人の誕生日を覚えることで、好きな人は友達。『シアターデイズ』では好きなものにドリンクバーが追加された。
派手で今時な格好をしているが、とても気さくで親しみやすい女の子。流行に敏感で、友達と一緒にいることが大好き。ノリが軽いように見られてしまうこともあるが、頼み事をされると断れないなど、仲間思いで親切心に満ちている。自分の魅力には疎いようで自分がシアターメンバーの中で浮いているのではないかと相談に来ることもある。アニメ版ではTeam3rdの一員としてデビューする。
- 初期のデザインではお嬢様キャラクターだった。

漫画『Blooming Clover』
第8話にて、琴葉・エレナと共にユニット「トライスタービジョン」を結成し、可奈達のユニット「Clover」とともにデビュー公演に向けて励む。公演後は朋花、莉緒、千鶴とともにユニット「夜想令嬢」を組み、演劇公演に挑戦することになるが、自身の役をどう演じるか悩むことになる。

豊川 風花（とよかわ ふうか）
声 - 末柄里恵
出身地：千葉県 / タイプ：Angel・SWEETIE
趣味は献血。特技は息を止めることで、好きな動物は猫。『シアターデイズ』では特技に注射が追加された。
温和で優しい女性。シアターメンバーの中で数少ない常識人でもある。かつて病院で看護師として勤務していたことがあり、仲間やプロデューサーの体調をよく気遣い、傷の手当をしてくれる。トップクラスのプロポーションを持っており、セクシー系の仕事が多い中、本人は正統派アイドルを目指している。しかし、穏やかで流されやすい性格のため、断り切れずセクシーな仕事を引き受け、そのたびに恥ずかしさで赤面してしまうことが余計ファンを喜ばせている。本作登場人物では最重量かつ最もバストサイズが大きい。アニメ版ではTeam3rdの一員としてデビューする。
漫画『Blooming Clover』
可奈、のり子、桃子とともにグラビア撮影の仕事に挑む。その中で自分自身の経歴や今の仕事に向けた思いを語る。
漫画『Brand New Song』
劇場の定期公演で次々にソロ曲を披露する新プロジェクト「Brand New Song」のトップバッターを任される。

中谷 育（なかたに いく）
声 - 原嶋あかり
出身地：東京都 / タイプ：Princess・PRETTY
趣味はアニメ鑑賞。特技は早起きすることで、好きな人はおかあさん。
子供らしく明るく素直なかわいさを持つ女の子。本作登場人物では最年少だが子供扱いされるのが嫌いで、難しいレッスンにも積極的に参加して早く年長アイドルの様になりたいとつい背伸びをしてしまう。一方、アニメが大好きで、流行りのアニメやアニメの声優に興味がある。また如月千早と並び、本作登場人物では最もバストサイズが小さい。アニメ版ではTeam5thの一員としてデビューする。
漫画『Brand New Song』
39プロジェクトに加わると、同じ小学生である桃子に積極的に話しかけ、友達となる。夏祭りの仕事で桃子から百合子、このみと3人でユニットを結成することを伝えられる。
漫画『天色のアステリズム』
主要人物の一人。桃子と仲良くなろうと環と共に接する。

七尾 百合子（ななお ゆりこ）
声 - 伊藤美来
出身地：東京都 / タイプ：Princess・PRETTY
趣味は読書。特技はペン回しで、好きな食べ物はおはぎで、粒あん派。
本が大好きな人見知りでつい妄想の世界に入り込んでしまう女の子。本を読むことも本について人に語ることも好きで、書店や図書館に通っている。体を動かすダンスレッスンなどは苦手だが、憧れたものには積極的に行動を起こしに行く。また、ハイテンションのまま暴走してしまうこともある。妄想に入り込み過ぎてしまい、「風の戦士」といったような妄想の世界に飛んでしまうこともしばしば。ダンスレッスンの他にも理系科目や自ら積極的に前に出ていくことも苦手。アニメ版ではTeam3rdの一員としてデビューする。
THE IDOLM@STER MOVIE 輝きの向こう側へ!
765プロのアイドル候補生として登場。76PRO ALLSTARSのバックダンサーを務める。徐々に不穏な空気となって行くレッスンに、消極的になってしまい、志保と反目し合うようになってしまう。
漫画『Brand New Song』
主人公。39プロジェクトのアイドルとしてスカウトされるも、39人揃うまでの約半年デビュー待ちの状態だった。未来・静香・翼・紬・歌織の5人が加わり人数が揃った事でプロジェクトが本格始動。それに伴い、桃子・このみと共にユニット「FleurS（フルール）」を結成し、成長を重ねていく。後半には復活した大規模音楽番組「ULA(アルティメットライブアリーナ)」のオーディションに向けて、13人のメンバーのリーダーを任され、765 PRO ALLSTARSの先輩達と対決することになる。

二階堂 千鶴（にかいどう ちづる）
声 - 野村香菜子
出身地：東京都 / タイプ：Fairy・BREAKER
趣味はカフェでアパレル誌をチェックすること。特技は人の名前と顔を忘れないことで、好きなことは憧れの目で見られること。
日々トップアイドルを目指し精進する努力家の女性。派手な見た目とお嬢様を意識した言葉遣いでセレブ感を醸し出しており、一部を除くシアターメンバーからも実際そう思われている。しかし、庶民的な発言をしてしまうことが多く、喋れば喋るほど親近感が沸いてしまうのも魅力の一つ。アニメ版ではTeam4thの一員としてデビューする。
漫画『Blooming Clover』
恵美、朋花、莉緒とユニット「夜想令嬢」を組み、演劇公演に挑戦することになる。そんな中、父親と喧嘩し家出した星梨花やバンドメンバーと偶然再会したジュリアの相談を受けサポートする。

宮尾 美也（みやお みや）
声 - 桐谷蝶々
出身地：東京都 / タイプ：Angel・SWEETIE
趣味は囲碁、将棋。特技は視力が高いことで、好きな食べ物はサンドイッチ。
太い眉とウェーブのかかった長い髪が特徴的な女の子。特技として視力が高いことの他に、目を瞑ると3秒以内に眠りに着くことが出来ることを挙げる。マイペースな性格で、本題とはズレた話を展開してしまうことがよくあるが、彼女なりによく考えて発言したものである。他にも手先が器用でかわいらしいお弁当などを作る事も出来る。アニメ版ではTeam5thの一員としてデビューする。
漫画『Blooming Clover』
自分を変えようと模索する海美や莉緒に周りが動揺する中、温かい目で見守る。そんな折、偶然にも可奈、海美達と共にヒーローショーに出演することになり、ヒーローの声を担当することになる。
漫画『Brand New Song』
まつり、朋花と3人でユニットデビューする予定だったが、エレナと共演したCMが話題を呼んだことで、エレナとの2人でのユニット結成を打診され、決断を迫られることになる。

ロコ / 伴田 路子（はんだ ろこ）
声 - 中村温姫
出身地：東京都 / タイプ：Fairy・BREAKER
趣味は物を作ること。特技は目を閉じたまま歩けることで、好きな動物はハト。
芸術家一家の末娘で「アイドルという名のアーティスト」を目指す意識の高い女の子。片仮名の専門用語を多用した特徴的な話し方をするが、きちんと単語の意味を理解しているのかは怪しい。本名は「伴田路子」だが、本人は本名では呼んでほしくないと思っている。アイドル活動の傍ら「ロコアート」と自称する様々な芸術作品を日々制作しているが、独創的に過ぎるものが多く、作品に対する周囲からの評価は芳しくないことが多い。アニメ版ではTeam4thの一員としてデビューする。
漫画『Blooming Clover』
のり子の誘いで杏奈、桃子、可奈と親睦を深めることになるが、桃子が怒りトラブルになってしまう。その後、自身のアートへの在り方に悩むことになるが、最終的に桃子や他のアイドルに向けて新しい「ロコアート」を披露する。

### 『シアターデイズ』からの登場
GREE版にはサービス終了まで登場しなかった。
桜守 歌織（さくらもり かおり）
声 - 香里有佐
出身地：東京都 / タイプ：Angel・CHARMING
趣味は乗馬。特技は合唱とゴルフ。好きなものは子どもと洋菓子。
元は音楽教室の先生だった。非常に高い歌唱力を持ち、父親が航空自衛隊幹部である縁で自衛隊の音楽隊とたびたび共演しており、「自衛隊の歌姫」と呼ばれていた。スカウトを受けたのも自衛隊のイベントである。基本的にはしっかりした大人の女性というイメージ通りの立ち居振る舞いをしているが、寝ぼけて突拍子もない行動を取るほどに朝に弱かったり、時折少女のようにはしゃいだりするといったギャップも持ち合わせている。アニメ版では途中から劇場に合流し、Team8thの一員としてデビューする。
- 穏やかな性格で三浦あずさに近い立ち位置にある、理由として年少のキャラクターが多いことからその立ち位置のキャラクターが欲しかったと言う事情がある。気品とキャッチーさを意識してデザインされた。

漫画『Blooming Clover』
第7話から登場。その経歴を買われ、可奈への歌のレッスンを任される。初の公演を任された際には紗代子、可奈とともに「MUSIC♪」そして自身のソロ曲「ハミングバード」を披露。その後も可奈や同年代の莉緒、そしてプロデューサー達を支えていく。
漫画『Brand New Song』
39プロジェクトには最後に合流するも、公演での活躍が話題を呼び、早くから実力派ボーカリストとして高く評価され、アイドルとしてよりもボーカリストとして番組に出演する機会が増えている。後に未来、静香、翼、紬とともにユニット「スター・ドリーマーズ」を結成する。

白石 紬（しらいし つむぎ）
声 - 南早紀
出身地：石川県（金沢） / タイプ：Fairy・MYSTICAL
趣味は庭園・甘味処巡り。特技は着物の着付けと三味線。好きなものは和スイーツ。
真面目だが少し早とちりしがちな少女。実家が呉服屋であり、借りていた衣装をプロデューサーが返しにきた際にスカウトされた。凛とした佇まいとは裏腹にメンタルはあまり強くなく、プレッシャーに押し潰されそうになってしまうこともしばしば。普段は落ち着いた丁寧な物腰で標準語を話すが、動揺したりすると金沢弁が飛び出す。アニメ版では途中から劇場に合流し、Team8thの一員としてデビューする。
- しっかり者で頭はいいのだがうっかり屋な所がありよく余裕を無くす、という見た目のキャラクターが欲しいということから和装美人のキャラクターとして作られた、着物の着付けも出来る。見つめられるとドキリとするような目を意識してデザインされた。
- テレビアニメ版ではこだまさおりにより金沢弁の監修が行われている。

漫画『Blooming Clover』
第7話から登場。指導係の茜と共に切磋琢磨し、その中で茜を全面的に慕っている。
漫画『Brand New Song』
39プロジェクトでは最後に合流。かつてアイドル達の祭典であった音楽番組「ULA(アルティメットライブアリーナ)」を幼い頃に見たことで影響を受け、アイドルになった。後に未来、静香、翼、紬とともにユニット「スター・ドリーマーズ」を結成する。

## 765PRO ALLSTARS
765プロダクション所属アイドルの13名が登場する。キャラクターごとの詳細は当該項目を参照のこと。
なお、「秋月律子」はアイドルとして、「双海亜美」・「双海真美」は別々のキャラクター扱いで登場している。
本作におけるタイプ分けは以下の通り。
ミリオンライブ!
- Vocal - 天海春香（声 - 中村繪里子）、如月千早（声 - 今井麻美）、四条貴音（声 - 原由実）、三浦あずさ（声 - たかはし智秋）、水瀬伊織（声 - 釘宮理恵）
- Dance - 我那覇響（声 - 沼倉愛美）、菊地真（声 - 平田宏美）、高槻やよい（声 - 仁後真耶子）
- Visual - 秋月律子（声 - 若林直美）、萩原雪歩（声 - 浅倉杏美）、双海亜美（声 - 下田麻美）、双海真美（声 - 下田麻美）、星井美希（声 - 長谷川明子）

シアターデイズ
- Princess - 天海春香、萩原雪歩、菊地真、我那覇響
- Fairy - 如月千早、水瀬伊織、四条貴音、秋月律子
- Angel - 星井美希、高槻やよい、三浦あずさ、双海亜美、双海真美

## その他のキャラクター

### 765プロのスタッフ
プロデューサー
プレイヤーの分身となるキャラクター。エミリーからは「仕掛け人さま」、環からは「おやぶん」、貴音からは「あなた様」、桃子からは「お兄ちゃん」、茜からは「プロちゃん」、亜美と真美からは「兄ちゃん」、美希からは「ハニー」とそれぞれ呼ばれている。
漫画『みりおんコミックシアター』のプロデューサー
序盤のみの登場。顔がコマの外に出る等して見切れており、素顔は不明。
漫画『ミリオンライブ！』のプロデューサー
若い男性。途中までは顔が影がかかったようになっており、目元が見えないようになっていた。第23話で素顔が明らかになって以降は普通に顔が描かれるようになった。
『シアターデイズ』では、『ミリオンライブ！』版設定のイベントにて登場。
漫画『Blooming Clover』のプロデューサー
最初から顔出ししている。眠そうな目つきやボサボサにも見える髪など、少し頼りなさげな外見をしている中年男性だが、仕事に対しては真摯。可奈がオーディションの最終面接会場にいた面子を全員笑顔にさせたことに何かを感じ、彼女を採用する。
『シアターデイズ』では、『Blooming Clover』版設定のイベントにて登場。
漫画『Brand New Song』のプロデューサー
顔は見切れたり影がかったりしており、素顔は不明。桃子曰く「いつも唐突」、紬曰く「少し言葉足らずで（中略）調子のいいことを言って…」。しかし、その実力は高く評価されている。
『シアターデイズ』では、『Brand New Song』版設定のイベントにて登場。
漫画『天色のアステリズム』のプロデューサー
若い男性。顔は出ているが、目元は描かれていない。奇抜な着ぐるみを着る仕事を持ってくる等、突拍子もない一面も見られる。
『シアターデイズ』では、『天色のアステリズム』版設定のガシャ関連コミュにて登場。
アニメ『ミリオンライブ！』のプロデューサー
声 - 中村源太
「ライブシアタープロジェクト」を担当する新人プロデューサー。
『シアターデイズ』では、アニメ版設定のイベント「ANIMATION STAGE」にて登場する。

アニメ『THE IDOLM@STER』のプロデューサー
声 - 赤羽根健治
アニメ『THE IDOLM@STER』に登場した765プロのプロデューサー。担当声優の名前から、プレイヤーからは「赤羽根P」とも呼ばれている。ゲーム『ミリオンライブ！』では、劇場版追加エピソードボイスドラマ、アニメ再放送記念「撮り下ろしボイスドラマ」でのみ登場。
アニメ『ミリオンライブ！』では「チーフプロデューサー」として登場する。『シアターデイズ』では、アニメ版設定のイベント「ANIMATION STAGE」にて登場する。

高木 順二朗（たかぎ じゅんじろう）
声 - 大塚芳忠
765プロダクションの社長。チュートリアルや「社長クエスト」、イベントストーリーなどに登場。
音無 小鳥（おとなし ことり）
声 - 滝田樹里
765プロの事務員。『ミリオンライブ！』でもナビゲート役を務める他、アイドル育成用のEXカードとしても登場する。
『シアターデイズ』ではイベント「Shooting Stars」にて初登場。普段は事務所に控えているため、劇場内には登場せず、イベントシナリオ内にのみ登場する。ログインボーナスなどでは美咲の代わりに登場する場合もある。
青羽 美咲（あおば みさき）
声 - 安済知佳
身長：156cm / 体重：46kg / 年齢：20歳 / 3サイズ：社外秘 / 血液型：O型 / 利き手：右 / 誕生日：6月29日 / 出身地：鹿児島県
『シアターデイズ』に登場する劇場事務員。趣味はファッション雑誌を読むこと。特技は裁縫とマリンスポーツで、好きなものは可愛い衣装とからいもせん。被服系の短大出身で可愛い服を着ているアイドルも好きだったことから劇場付きの事務員となった。
種子島の出身で、宇宙関係の仕事をしている姉がいる。
今までのアイドルマスターシリーズの事務員にいなかったタイプを出したかったと言う事で妹系のキャラクターとなっている。
漫画『Blooming Clover』
第6話から登場。
カメラマン / 早坂 そら（はやさか そら）
声 - 杉山里穂
765プロ専属の女性カメラマン。営業中にランダムで現れてカードを渡してくれる。また、一部のカードでは彼女が背景に映り込んでいる。
2015年4月1日に開催されたエイプリルフールイベントにて、EX枠でカードが追加され、同時に不明だった本名も明かされた。
『シアターデイズ』ではガチャ演出にて登場する。本名については、ロード画面に表示されるうわさにて言及されている。
担当声優はテレビアニメ版にて初めて設定された。ゲーム内ではアニメと連動したボイスコミュ「No Make! 〜その頃の大人達〜」にて初めて声がついた。

### 765プロの関係者
高槻 かすみ（たかつき かすみ）
高槻やよいの妹。2014年4月1日 - 14日に開催されたエイプリルフールイベントにて、EX枠でカードが追加された。プロフィールは年齢以外全て不明となっている。
北沢 陸（きたざわ りく）
北沢志保の弟。保育園に通っていて志保からは「りっくん」と呼ばれている。
ジョーイ・ロータス
世界的な映画監督でありSF界の巨匠。ゲーム内のイベント「出張!アイドルスペースウォーズ」で映画の撮影を765プロにオファー、「アイドルスペースウォーズ EpisodeⅣ 放たれた希望」では「突然すまない」と続編制作のために再び現れた。GREE配信版最後のイベントや『シアターデイズ』の2018年エイプリルフールイベントにも登場した。濃いヒゲとサングラスが特徴的。
チュパカブラ
声 - 非公表
UMA。2018年に『シアターデイズ』で開催されたエイプリルフールイベントにて初登場した。以降はログインボーナス画面やホワイトボードなどに不定期にイラストが描かれている。
2019年にはチュパカブラが描かれたレッスンウェアがゲーム内に実装。2020年にはチュパカブラがモチーフに盛り込まれている楽曲「Do the IDOL!!〜断崖絶壁チュパカブラ〜」が制作された。以降は『ミリオンライブ』のマスコットとして扱われており、グッズ化などが行われている。
アニメでも7話に登場し、バラエティ番組に出演したアイドルたちの前にお邪魔キャラとして立ちはだかり、様々な妨害を仕掛けてくる。
劇場の魂
声 - 明坂聡美（げき子）
『シアターデイズ』に登場。765プロライブ劇場に宿る謎の存在で、「765プロを応援してくれるみんなの夢のカケラが集まって生まれた」と自称。
楽曲を製作する、アイドルに憑依し自分の意思を代弁させる、劇場内にジャングルを形成する、アイドルを過去の世界へタイムスリップさせる、「げき子」と名乗る少女に化けてユニットメンバーとして違和感なく溶け込む、アイドルたちの理性の箍を外すなど、人知を超えた能力を持つ。
劇場（自分自身）以外で765プロのアイドルたちが活動するのを嫌がっている。
現場監督
声 - 堀総士郎
アニメ版に登場。　麻城建設の社員で、765プロライブ劇場の施工の現場監督を務める人物。気難しそうな職人気質の風貌の中年男性であるが、まつりの要望を聞いて本来は立ち入れない施工中のステージを未来たちに見学させる等、温厚なで柔軟な人物。765プロのアイドルたちからは、まつりのつけた「現場大臣」というあだ名で呼ばれている。

### ライバル・ゲストキャラクター
黒井 崇男（くろい たかお）
声 - 子安武人
765プロのライバル会社である961プロダクションの社長。
『ミリオンライブ！』ではPSLシーズン5（ARRIVEとミルキーウェイ）に登場。PVのナレーションも担当している。『シアターデイズ』でも『ミリオンライブ！』から引き続き、ARRIVEとミルキーウェイ他、一部のイベントシナリオに登場する。
玲音（レオン）
声 - 茅原実里
『ONE FOR ALL』に登場するライバルアイドル。
『ミリオンライブ！』にて2016年10月21日 - 30日に開催されたイベント「アルティメットライブアリーナ」のファイナルリーグに特別ゲストアイドルとして登場。EX枠でカードが追加された。GREE版では、ボイスは実装されなかった。
『シアターデイズ』では2019年11月にゲストアイドルとして登場。
詩花（しいか）
声 - 高橋李依
『ステラステージ』に登場する961プロ所属アイドル。
『シアターデイズ』にて、2018年7月にゲストアイドルとして登場した。玲音とは本作が初共演で、アイドルデビューする前からプライベートの付き合いがあった為「お姉さま」と呼び慕っている。
一ノ瀬志希、宮本フレデリカ
声 - 藍原ことみ（志希）、髙野麻美（フレデリカ）
『シンデレラガールズ』に登場するアイドル。ユニット「レイジー・レイジー」のメンバー。
『シアターデイズ』にて2020年11月にゲストアイドルとして登場した。